# Hennegård
Hennegård er en gammel hovedgård beliggende i Henne Kirkeby, Henne Sogn, Vester Horne Herred.

## Historie
Hennegård, der ligger ensomt ved det nordvestlige hjørne af Filsø, tilhørte i middelalderen Ribe Bispestol og nævnes allerede 1145 under Bisp Elias, der måske har opført borgen her. Den udgjorde med sit gods et eget birk (endnu nævnt 1688). Af bispelige lensmænd nævnes Mogens Nielsen (lange) 1454 og sønnen Niels Mogensen 1484, Palle Bang 1533.
Ved reformationen kom gården til kronen, som 1544 solgte den for 2208 Rd. Til Palle Bangs svigersøn Oluf Staverskov, som havde haft den i forlening. Da sønnen Harvig Staverskov døde 1608 og hans enke 1610 barnløse, gik den over til hans broder Fastis børn på Øllufgård; Fastis eneste søn Oluf Staverskov døde 1622 som sidste mand af slægten, og moderen Christence Krag gav gården til sin ene datter Anne, der blev gift med Christoffer Hvas til Kaas, ⴕ 1658, hvis enke og børn beholdt den med stor gæld, indtil hun døde 1678; den solgtes da 1679 ved auktion for 2225 Rd. Til Niels Nielsen til Endrupholm, ⴕ 1708; sønnen Steffen Nielsen Ehrenfeld skødede den 1710 (7 Td. H. og meget gods) til sin broder Peder Nielsen Endorf (tilnavnet efter hans fødegård Endrupholm), ⴕ 1740, hvis enke ca. 1744 solgte den til præsten Mag. Maturin Castensen, ⴕ 1747, hvorefter Hennegård Solgtes ved auktion 1748 (19, mølle 8, tiender og gods) for 6828 Rd. Til borgmester i Varde Joh. Krag, Endorfs svigersøn. Efter hans død 1758 solgtes den (med mølle 27, tiende 25, bøndergods 13) for 13,123 Rd. Til Søren Rygaard, ⴕ 1769, hvis søn kammerassessor Christen Rygaard, ⴕ 1781 købte den (22, 39, 225 Td. H.) 1770 for 34,581 Rd. Hans enke ægtede 1782 kammerrd. Christen Stockholm, ⴕ 1803, der bortsolgte godset. Derpå deltes hovedgården i 56 parceller. Ved auktion 1829 købte staten den, men solgte den straks efter for 3520 Rd. (dog forbeholdende sig kirken og stranden) til Købmand A. C. Rauhe, der 1866 solgte den for 14,770 Rd. Til A. C. Nissen fra Lundbjærggård. Han solgte den til broderen Christian Nissen, hvis enke nu ejer den.
Gården brændte 1831 med arkivet; men denne bygning var ikke meget gammel. Den gamle gård har været omgiven af volde og vistnok dobbelte grave; der ses endnu rester af dem.